# Nephodia gorgoniata
Nephodia gorgoniata là một loài bướm đêm trong họ Geometridae.